# P.H. Tvede
Peter Hansen Tvede (født 20. april 1801 i København, død 6. december 1857 i Ribe) var en dansk prokurator og politiker.
Tvede var søn af brændevinshandler Hans Jørgensen Tvede. Han blev exam.jur. i 1819 og ansat på amtsstuen i Ringkøbing. I 1823 blev han prøveprokurator i Ribe Stift og prokurator i 1830. Tvede ejede hovedgården Tannerup ved Herning fra 1825 til 1835. Han blev amanuensis hos biskop Tage Müller i Ribe i 1835, og hospitalsforstander i 1848. I 1849 blev han by- og rådstueskriver samt rådmand og birkeskriver i Riberhus Birk.
Han han medlem af Den Grundlovgivende Rigsforsamling 1848-1849 valgt i Ribe Amts 3. distrikt (Ribe). Han stillede ikke efterfølgende op til rigsdagsvalg.